# Liste von Persönlichkeiten aus Quinto TI
Diese Liste enthält in Quinto TI geborene Persönlichkeiten und solche, die in Quinto ihren Wirkungskreis hatten, ohne dort geboren zu sein. Die Liste erhebt keinen Anspruch auf Vollständigkeit.

## Persönlichkeiten
(Sortierung nach Geburtsjahr)

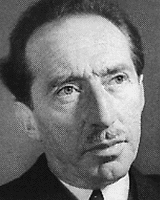
Bundesrat Enrico Celio

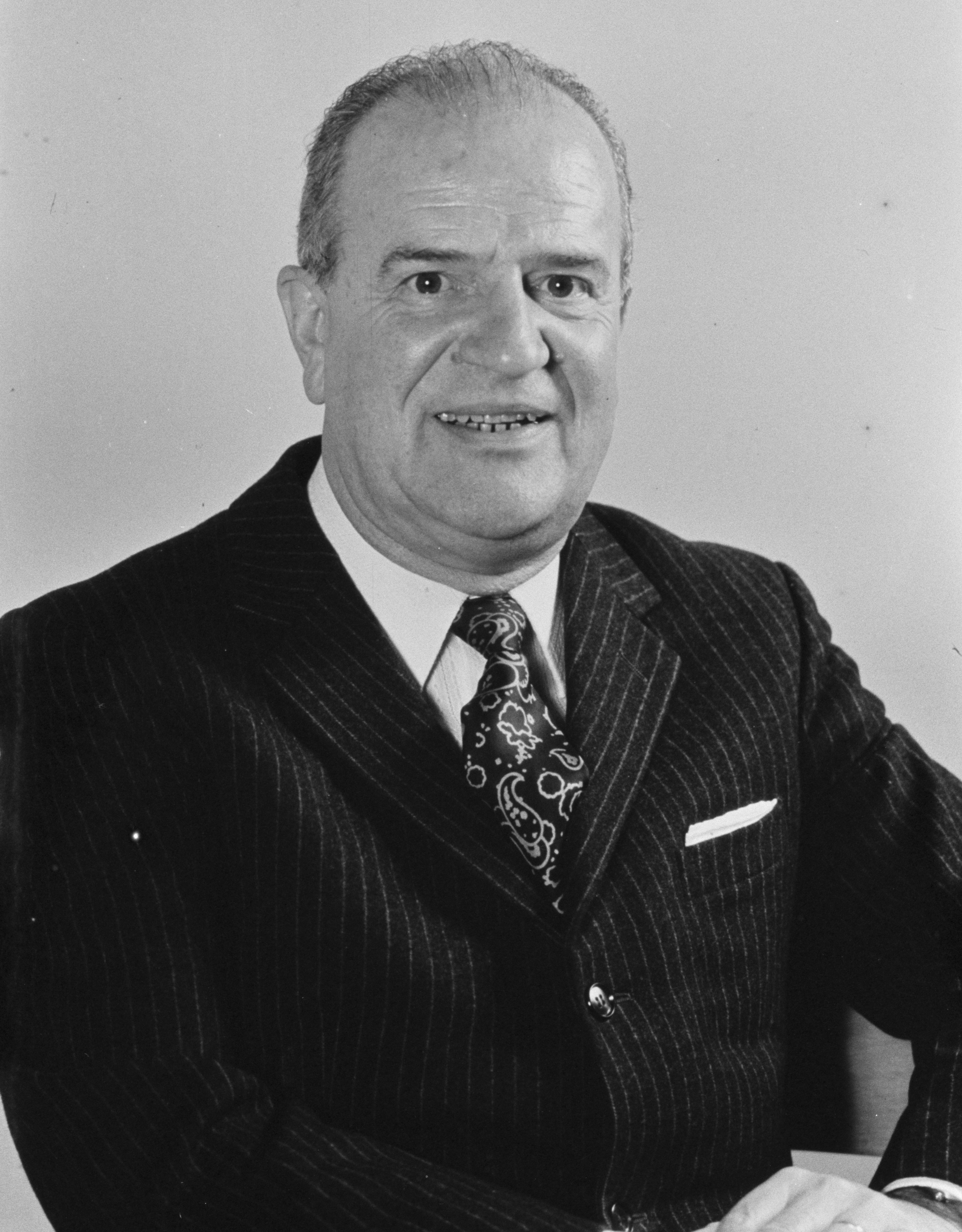
Porträt Nello Celio für das Jahr 1972 als Bundespräsident

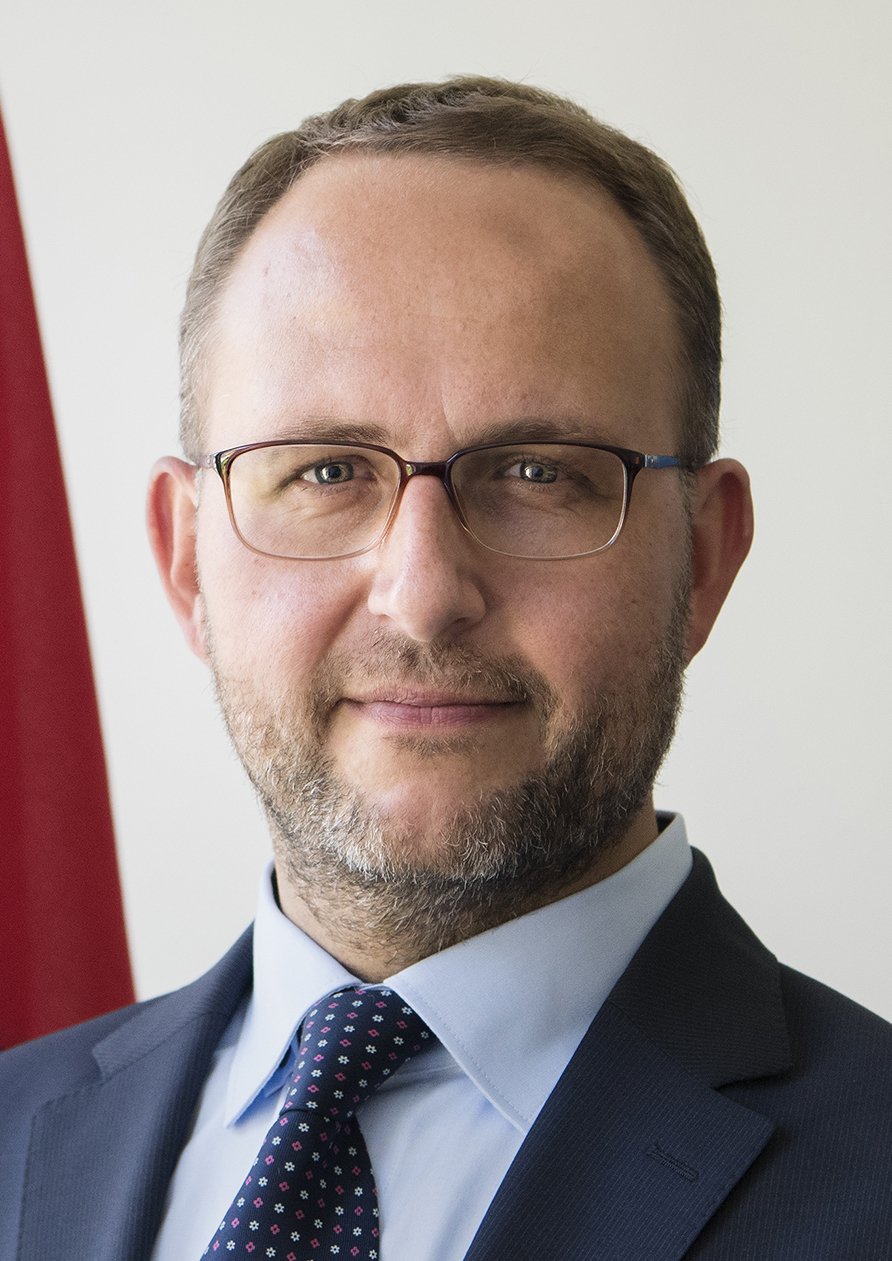
Staatsrat Norman Gobbi (2017)

- Carnelevarius von Busnengo (* um 1160; † vor 1227), Gouverneur der Leventina für die Kanoniker des Mailänder Doms[1]
- Pietro Petruzzi (* um 1480 in Quinto; † nach 1517 ebenda), 1500–1517 erwähnt, Notar der Leventina, Sekretär und Statthalter des Landvogts von Bellinzona 1512, verfasste die Abtretungsakte betreffend Bellinzona an die Schweizerkantone 1500[2]
- Hans Pozzy (* um 1490 in Quinto; † 1515 in Marignano), Militär, gestorben in der Schlacht von Marignano[3]
- Antonio Bandera (* um 1515 in Airolo ?; † nach 1572 in Giornico ?), Priester, Pfarrer in Quinto, 1572 in Giornico als Visitator oder Generalvikar von Karl Borromäus für die drei Ambrosianischen Täler erwähnt[4]
- Carlo Giuseppe Zezio (* um 1660 in Locarno; † nach 1687 ebenda ?), Künstler. Schnitzer aus Locarno. In den Jahren 1691–1694 schuf er zusammen mit Paolo Pisoni den Hochaltar der Pfarrkirche von Quinto. Im Jahre 1697 schuf er den Tabernakel der Pfarrkirche von Loco[5]
- Giuseppe Croce (* um 1755 in Quinto; † nach 1786 ebenda), Bildhauer, er schuf 1786 im Auftrag der Urner Regierung das erste Telldenkmal in Altdorf UR[6]
- NN Della Croce (* um ? in Quinto; † ? ebenda), Militär in Dienste des Königs von Dänemark, zum Armeegeneral ernannt[7]
- Giovanni Antonio Orelli (* 1749 in Quinto; † 14. Juni 1834 ebenda), Mitglied der Wahlkommission für den Kanton Uri 1802, Tessiner Grossrat 1803–1808 und 1813–1821[8]
- Francesco Antonio Zeglio (* 11. Oktober 1758 in Ambrì (Gemeinde Quinto); † 24. Januar 1818 in Osogna), Politiker[9]
- Severino Guscetti (1816–1871), Politiker, Tessiner Staatsrat

- Familie Celio.[10]
  - Francesco Antonio Celio (* um 1760 in Ambrì; † 24. Januar 1818 ebenda), Politiker[10]
  - Guglielmo Celio (* 13. November 1802 in Ambrì; † 3. Februar 1879 in Airolo), Priester und Politiker[10]
  - Enrico Celio (* 1844 in Ambrì; † 1888 ebenda), Notar, Mitglied des Kantonsgerichts[11]
  - Enrico Celio (1889–1980), Politiker, Tessiner Staatsrat, Bundesrat
  - Nello Celio (1914–1995), Politiker, Tessiner Staatsrat, Bundesrat
  - Bixio Celio (1928–1983), Hockeyspieler, Anwalt, Politiker[12]
  - Teco Celio (Francesco) (* 17. Oktober 1952 in Lugano) Sohn von Nello, Schauspieler[13]
  - Franco Celio (* 21. April 1953 in Faido), Sekundarlehrer, Historiker, Politiker, Tessiner Grossrat[14]

- Alina Borioli (1887–1965), Lehrerin, Dichterin[15]
- Pierino Tatti (1893–1963), ein Schweizer Arzt, Politiker (FDP), Gemeindepräsident, Tessiner Grossrat und Nationalrat.
- René Juri (* 22. Juni 1922 in Ambrì; † 24. November 2003 in Le Mont-sur-Lausanne), Agraringenieur der ETH Zürich, Mitgründer des HC Ambrì-Piotta[16]
- Raffaele Peduzzi (* um 1939 ? in Airolo), Biologe[17]
- Norman Gobbi (1977), Politiker (Lega), Tessiner Staatsrat und Oberst der Schweizer Armee.